# Nelson (Nevada)
Nelson é uma região censitária no condado de Clark, estado do Nevada, nos Estados Unidos, na área metropolitana de Las Vegas. Nelson fica no El Dorado Canyon, Eldorado Mountains. A vila fica no sudeste da região de   Eldorado Valley. Em 2010 tinha uma população de 37 habitantes.

## Geografia
Nelson fica situada ao longo da Nevada State Route 165, a cerca de 13 quilómetros da junção com a  U.S. Route 95. A  Route 165 continua a leste 8 quilómetros da via sem fim na Nelsons Landing no rio Colorado, 29 quilómetros a norte de Cottonwood Cove no Lago Mojave.  Nelson fica a cerca de 40 quilómetros de Boulder City por estrada.

## História
A área conhecida como Nelson foi originalmente chamada Eldorado em 1775 pelos Espanhóis que fizeram as descobertas oficiais de ouro na área que é agora Eldorado Canyon. Um século mais tarde, os prospetores e mineiros ocuparam e fundaram a notável Mina Techatticup. Desentendimentos sobre a propriedade, gestão e até disputas laborais, resultaram em assassinatos gratuitos mas frequentes. Apesar da reputação sinistra das minas, a vila produziu vários milhões de dólares em ouro, cobre e chumbo.
As minas estiveram ativas entre 1858 e 1945. Muitos dos homens que trabalharam nelas foram desertores da Guerra da Secessão. Nelson foi um dos primeiras cidades mineiras de ouro no Nevada.  A área junto ao rio Colorado foi destruída em 1974, durante uma inundação repentina. A vila foi o local da maior cidade mineira, na região de Eldorado Canyon. Ouro e prata foram descobertos ali por volta de 1859.
A comunidade deve o seu nome a Charles Nelson, um prospetor que  foi assassinado na sua mina em 1897 pelo índio assassino Avote.

## Cultura popular
Nelson surge no jogo eletrónico de 2010 Fallout: New Vegas, no qual está sob o controlo de uma facção conhecida como a Legião de César.